# 地质学原理
地质学原理（英文：Principles of Geology）是英国地质学家查理斯·萊爾的名著。1830年至1833年间分成三卷先后出版，莱尔在书中阐述了均变论的观点，认为山川河流的形成都是长时间积累的后果。至莱尔去世，地质学原理共进行了11次修订。此书对达尔文及其物种选择的理论有一定影响。